# Municipio de Clymer
El municipio de Clymer (en inglés: Clymer Township) es un municipio ubicado en el condado de Tioga en el estado estadounidense de Pensilvania. En el año 2000 tenía una población de 597 habitantes y una densidad poblacional de 6 personas por km².

## Geografía
El municipio de Clymer se encuentra ubicado en las coordenadas 41°52′36″N 77°31′59″O / 41.87667, -77.53306.

## Demografía
Según la Oficina del Censo en 2000 los ingresos medios por hogar en la localidad eran de $25,750 y los ingresos medios por familia eran $28,889. Los hombres tenían unos ingresos medios de $26,250 frente a los $20,104 para las mujeres. La renta per cápita para la localidad era de $12,280. Alrededor del 27,3% de la población estaban por debajo del umbral de pobreza.